# Тразерик (епископ Туля)

Церковь Франкского государства при Меровингах

Тразерик (также Тразарик и Тризорик; лат. Trasericus, Trasaricus и Trisoricus; VI век) — епископ Туля во второй половине VI века.

## Биография

### Происхождение
Происхождение Тразерика точно не установлено. Предполагается, что он мог состоять в родстве (лат. parentali affectu) с Гогоном, наставником Хильдеберта II и, возможно, одним из регентов (вместе с герцогом Шампани Лупом) Австразии в малолетство этого монарха. Судя по именам, Тразерих и Гогон были германского происхождения, а судя по отсутствию упоминаний об их предках в современных им документах, они происходили из франкских семей «средней значимости».

### Епископ Туля
В списках глав Тульской епархии Тразерик упоминается как преемник Алодия (лат. Alodius) и предшественник Дульцития (лат. Dulcitius). Наиболее ранний сохранившийся до нашего времени каталог, содержащийся в «Деяниях епископов Туля», датируется XII веком. Однако, возможно, ещё в X веке Адсо из Монтье-ан-Де имел в распоряжении один из таких списков, использованный им для составления житий первых епископов Туля. Предполагается, что, в целом, представленная в этих каталогах преемственность глав Тульской епархии соответствует действительности, так как она подтверждается другими источниками.
Долгое время существовало мнение, что в VI веке Тульской епархией управляли два епископа с похожими именами — святой Альбод (приблизительно в 508—525 годах) и Алодий (с 549 года) — и Тразерик был преемником первого из них. А. Д. Тьери считал, что восшествие Тразерика на кафедру в Туле произошло в 525 году. Получение же Дульцитием епископского сана этот автор датировал 540 годом. О. Кальме и некоторые другие историки также указывали, что Тразерик был епископом в 520—530-х годах. Эти авторы сообщали, что при Тразерике Туль входил в состав Австразии, одной из частей Франкского государства. Правитель этого королевства во время подготовки войны в «Кельтике» обложил все свои владения повышенными налогами. Однако так как Туль уже был истощён предшествовавшими поборами, Тразерик направил к монарху диакона Юлиана с просьбой разрешить горожанам не участвовать в сборе этих средств. Король же, питая большое уважение к епископу, освободил Тульскую епархию от возложенного на неё военного налога. О. Кальме датировал эти события 532 годом, считая правившим тогда правителем Австразии Теодориха I, готовившимся к завоеванию Оверни. Другие авторы, не упоминая имени короля, также считали, что под «Кельтикой» подразумевалась Овернь.
Однако позднее было установлено, что отнесение деятельности Тразерика к первой половине VI века не соответствует современным событиям документам. Скорее всего, Тульской епархией управлял только один епископ с именем Алодий, и мнение о существовании епископа Альбода основано на ошибочном написании его имени в средневековых рукописях. В действительности, Алодий был участником Орлеанского собора 549 года и, таким образом, Тразерик не мог получить епископский сан раньше этого времени. На основании свидетельств современных Тразерику письменных источников предполагается, что он мог быть епископом Туля приблизительно в период со второй половины 560-х годов до начала 580-х годов.
В «Деяниях епископов Туля» Тразерику посвящены всего несколько строк. В них его хвалили за неустанную заботу о пастве и красноречие.

### Тразерик и его современники
Многие историки считают, что епископ Туля Тразерик тождественен своему тёзке, жившему во второй половине VI века.
Как о богатом человеке, на свои средства построившем в Туле ораторий в честь святых Петра, Павла, Мартина и Ремигия, Тразерика в одном из стихотворений упоминал Венанций Фортунат. Так как почитание Ремигия Реймсского тогда ещё не распространилось по всему Франкскому государству, возможно, что посвящение этому святому храма было сделано Тразериком в угоду герцогу Лупу, родственнику «апостола франков». Предполагается, что Венанций Фортунат написал посвящённое Тразерику стихотворение в 560-х годах. Анализ его текста указывает, что в момент создания стихотворения Тразерик был ещё мирянином. В этом же стихотворении, как и в «Деяниях епископов Туля», сообщается о красноречии Тразерика.
Также в составе «Австразийских писем» сохранилось недатированное ответное послание к Тразерику его друга Гогона. В начале послания Гогон благодарил Тразерика за высокую оценку своей деятельности и в ответ сам расточал тому похвалы. В том числе, королевский наставник называл Тразерика лучшим на то время поэтом Австразии. В письме упоминалось, что Гогон преподавал Тразерику риторику. На этом основании делается вывод, что Тразерик был младше родившегося около 544 года Гогона. Возможно даже, что тогда Тразерик был ещё очень молодым человеком и не был епископом. Далее в письме Гогон соглашался с Тразериком, что знатным франкам надо покровительствовать поэтам, родившимся в их стране, а не призывать на службу иноплеменников. В то же время Гогон писал, что и он рад был бы поступать так, но настолько талантливых людей во Франкском государстве тогда попросту не было. Исправить же это, по мнению Гогона, можно было только используя иностранных поэтов как учителей для обучения будущих стихотворцев из числа их с Тразериком соотечественников. Скорее всего, эта дискуссия была вызвана приездом во Франкское государство из Италии Венанция Фортуната. Возможно, Тразерик и Гогон настороженно отнеслись к прибытию нового поэта, способного затмить их славу пиитов при дворах франкских монархов. Однако затем они оба, несмотря на «конкуренцию» среди придворных поэтов, стали друзьями Венанция Фортуната. В завершении письма Гогон давал Тразерику советы по стихосложению и сетовал, что он сам не получил от своего учителя в риторике Додерена настолько хорошего образования, какое мог бы ему дать его другой наставник, патриций Парфений.
Дата смерти Тразерика неизвестна. Он был похоронен в аббатстве Святого Апра в Туле. О его трёх ближайших преемниках в епископском сане — Дульцитии, Праемоне (лат. Praemon) и Аутмунде (лат. Autmundus) — никаких точно датированных свидетельств не сохранилось. Следующим после Тразерика епископом Туля, деятельность которого может быть датирована, был живший в начале VII века Эдолий.